# Animación por computadora
La animación por computadora u ordenador (también llamada animación digital, animación computarizada o animación informática) es la técnica que consiste en crear imágenes en movimiento mediante el uso de una computadora. 
Hay animación bidimensional y animación tridimensional. La animación bidimensional fue la primera en la industria, siendo el formato más prolífico a lo largo del siglo XX; la transición hacia una industria digital tendría lugar durante la segunda mitad del siglo XX, cuando comenzaron a realizarse experimentos con gráficas a computadora, convirtiéndose hacia inicios del siglo XXI en un área con amplia oportunidad artística y comercial. En la actualidad, programas informáticos como Blender, Zbrush, Cinema 4D, entre otros, acaparan la base instrumental de la animación y sus disciplinas auxiliares, como la modelación 3D, la escultura digital, la programación y la edición de video.
Algunas veces el objetivo de la animación es la computación en sí misma, otra puede ser otro medio, como los diagramas de infografía, una película o un videojuego. Los diseños se elaboran con la ayuda de programas de diseño, modelado y por último renderizado. 
Para crear la ilusión del movimiento, una imagen se muestra en pantalla sustituyéndose rápidamente por una nueva imagen en un fotograma diferente. Esta técnica es idéntica a la manera en que se logra la ilusión de movimiento en las películas y en la televisión.
Para las animaciones tridimensionales, los objetos se modelan en la computadora (modelado) y las figuras 3D se unen con un esqueleto virtual (huesos). Para crear una cara en 3D se modela el cuerpo, ojos, boca, etc. del personaje y posteriormente se animan con controladores de animación. Finalmente, se renderiza la animación.
En la mayor parte de los métodos de animación por ordenador, un animador crea una representación simplificada de la anatomía de un personaje, pues tiene menos dificultad para ser animada. En personajes bípedos o cuadrúpedos, muchas partes del esqueleto del personaje corresponden a los huesos reales. La animación con huesos también se utiliza para animar otras muchas cosas, tales como expresiones faciales, un coche u otro objeto que se quiera dotar de movimiento.
En contraste, otro tipo de animación más realista sería la «captura de movimiento» (calco semántico del inglés motion capture), que requiere que un actor vista un traje especial provisto de sensores, siendo sus movimientos captados por una computadora y posteriormente incorporados en el personaje.
Para animaciones tridimensionales, los fotogramas deben ser renderizados después de que el modelo es completado. Para animaciones vectoriales bidimensionales, el proceso de renderizado es clave para el resultado. Para grabaciones grabadas anticipadamente, los fotogramas son convertidos a un formato diferente o a un medio como una película o video digital. Los fotogramas pueden ser renderizados en tiempo real, mientras estos son presentados al usuario final. Las animaciones para transmitir vía Internet en anchos de banda limitados (ejem. 2D Flash, X3D) utilizan programas en el ordenador del usuario para renderizar en tiempo real la animación como una alternativa para la transmisión y para animaciones precargadas para enlaces de alta velocidad.
La animación digital presenta muchas ventajas para los animadores y las animadoras por lo cual es una buena opción para iniciar a incursionar en el campo de la animación.

## Un ejemplo simple
Se elige un fondo de pantalla como el negro. En este caso, se dibuja una cabra en la parte derecha de la pantalla. El siguiente paso es volver a poner negra la pantalla y colocar la cabra en una posición ligeramente a la izquierda de la posición original. Este proceso se repite moviendo la cabra un poco más a la izquierda cada vez. Si este proceso es repetido lo suficientemente rápido, parecerá que la cabra se mueve suavemente hacia la izquierda. Este procedimiento básico es utilizado para todas las animaciones creadas en películas y televisión.
La cabra en movimiento es un ejemplo de cómo modificar la ubicación de un objeto. Transformaciones más complejas de las propiedades de un objeto como el tamaño, forma, efectos de luz o color, requieren cálculos y renderizar por medio de la computadora en lugar de un sencillo procedimiento de duplicar o redibujar imágenes.

### Explicación
Para engañar al ojo y al cerebro para que alguien piense que está viendo un objeto en movimiento, las imágenes deben ser mostradas a alrededor de 12 imágenes por segundo o más rápido. Con velocidades superiores a 70 imágenes por segundo, no se notará una mejoría en el realismo o suavidad en el movimiento de la imagen debido a la manera en que el ojo y cerebro procesan las imágenes. A velocidades inferiores a 12 imágenes por segundo la mayoría de las personas podrán detectar un parpadeo en el momento en que se muestre la secuencia de imágenes y disminuirá la ilusión de un movimiento realista. Animaciones convencionales realizadas a mano, normalmente utilizan 15 imágenes por segundo con el objetivo de disminuir la cantidad de dibujo que se requiere, pero esto es normalmente aceptado debido a la naturaleza de los dibujos animados. Por esto, para crear una animación por ordenador realista, se requiere una cantidad superior de imágenes por segundo.
El motivo de que a altas velocidades no sea perceptible el parpadeo de la imagen, es por la «persistencia de la visión». De momento a momento, el ojo y cerebro trabajando juntos almacenan cualquier cosa que se esté mirando por una fracción de segundos, y automáticamente realiza «saltos» pequeños y suaves. Las películas que se exhiben en los cines, corren a 24 imágenes por segundo, que es suficiente para crear esta ilusión de movimiento continuo.

## Historia
- Durante los primeros 20 años en que se usaron por primera vez imágenes creadas y animadas por computadora, esta tecnología era todavía muy rudimentaria y no tuvo una repercusión importante en la industria del cine y de la televisión. Para el período histórico pionero de la animación informática, correspondiente a las décadas de los años 1960 y 1970, véase Timeline of computer animation in film and television (en inglés).

- Las dos primeras películas en las que intervinieron planos generados enteramente por ordenador de forma importante fueron Tron (1982) y The Last Starfighter (1984). Fueron fracasos comerciales, lo que llevó a la mayoría de los directores a reservar esta clase de imágenes para que el espectador pensara deliberadamente en elementos o personajes creados por computadora en la ficción misma de las obras a las que asistía.

- El primer personaje verdaderamente creado en imágenes generadas por computadora fue creado por Pixar para la película Young Sherlock Holmes en 1985 (sin contar el sencillo personaje poliédrico de Tron que contestaba en binario: sí y no). Este consistía en la representación de un caballero en una vidriera, cuyos vidrios salían de esta, haciendo que el caballero representado en ella cobrara vida propia y caminara por sí solo. Estas imágenes generadas por computadora «fotorrealistas» (del inglés photorealistic, es decir imagen sintética de aspecto real) no persuadirían a la industria del cine hasta 1989, cuando The Abyss (El abismo) ganó el Premio de la Academia de Hollywood en la categoría de Efectos Visuales. Para esta película Industrial Light and Magic produjo efectos visuales de imágenes generadas por computadora fotorrealistas. Las más notables fueron las de una criatura de agua que imitaba la cara de la protagonista, esta escena figura entre las más recordadas de la película. A partir de The Abyss las imágenes generadas por computadora adquirieron un papel central en películas como Terminator 2: el juicio final (1991), cuando el malvado Terminator T-1000 sorprendía a la audiencia por su composición de metal líquido, con transformaciones morfológicas integradas en secuencias de acción durante toda la película. Terminator 2: el juicio final también le mereció a ILM (Industrial Light and Magic) un premio Óscar por sus efectos especiales.

- En 1993 Parque Jurásico cambiaría radicalmente la percepción de la industria del cine, ya que los dinosaurios de la película parecían tan reales y la película integraba tan impecablemente tanto imágenes generadas por computadora como secuencias reales, que revolucionó la industria cinematográfica. Esta película marca la transición del Hollywood de la animación de movimientos fotograma a fotograma y efectos ópticos convencionales, a las técnicas digitales.

- En 1994 se crea en Canadá la primera serie animada totalmente por computadora, llamada Reboot, siendo este el primer trabajo comercial realizado plenamente por ordenador.

- Progresivamente, a lo largo de las décadas de 1980 y 1990, las imágenes generadas por computadora en dos dimensiones (2D) aparecen cada vez más en películas tradicionalmente animadas, complementando los fondos (frames en inglés) dibujados todavía a mano. Su uso se extendió del movimiento de «interpolación digital entre cuadros» (morphing), a pseudoefectos en tres dimensiones (3D) muy llamativos, como por ejemplo la escena del baile en La bella y la bestia, película de animación que los estudios Disney realizaron en 1991. Todo el entorno de los personajes (la escenografía del salón de baile y de la lámpara de araña) está completamente efectuado por computadora mientras que los personajes están hechos completamente a mano fotograma por fotograma.

- Toy Story (de Pixar) y Cassiopeia (de NDR Filmes) fueron los primeros largometrajes generados totalmente por ordenador, estrenados en 1995 y 1996 respectivamente. Otros estudios de animación digitales como Blue Sky Studios (de la Twentieth Century Fox) y Pacific Data Images (de Dreamworks SKG) se lanzaron en la producción de imágenes generadas por computadora, y las compañías de animación ya existentes como la compañía Walt Disney iniciaron una transición de la animación tradicional a la animación mediante imágenes generadas por computadora.

- Entre 1995 y 2005 el presupuesto medio de efectos para una película subió considerablemente de 5 a 40 millones de dólares. Según un ejecutivo de uno de los estudios cinematográficos, desde 2005, más de la mitad de películas tienen efectos significativos.

- A principios de los años 2000, las imágenes generadas por computadora dominan el campo de los efectos especiales. La tecnología progresa hasta al punto que fue posible sustituir digitalmente a los actores por actores virtuales, indistinguibles a simple vista de los actores a los que reemplazan. Los extras generados por computadora también se empezaron a utilizar de forma generalizada en escenas de multitudes.

- Las imágenes generadas por ordenador para películas tienen en general una resolución de aproximadamente 1.4-6 megapixeles (MPx). Toy Story, por ejemplo, tenía un formato de 1536 * 922 (1.42MPx). El tiempo para generar un cuadro es de unas dos o tres horas, necesitándose diez veces más tiempo para las escenas más complejas. Este tiempo no ha cambiado mucho desde entonces, mientras que la calidad de imagen sí ha progresado considerablemente. Al mismo tiempo con la mejora del material informático y con máquinas más rápidas, se ha podido aumentar la complejidad de los gráficos. El aumento exponencial de la capacidad de proceso de unidades centrales de procesamiento, así como aumentos masivos en la capacidad de procesamiento paralelo de estas, de almacenaje y velocidad de memoria y tamaño, han aumentado enormemente el potencial y complejidad de las imágenes generadas por computadora.

- Final Fantasy: The Spirits Within (2001) fue la primera tentativa de crear una película realista usando solo imágenes generadas por computadora, sin actores. La película fue producida por Square Pictures y mostraba gráficos muy detallados de calidad fotográfica realista. La película fue un fracaso en taquilla, lo que llevó finalmente al cierre de Square Pictures tras haber producido una última película de estilo visual similar, Final Flight of the Osiris, un cortometraje que sirvió como prólogo a la película The Matrix Reloaded.

## Estilos de animación
La animación digital ha ido evolucionando con el tiempo, dando como frutos varios estilos de animación. Todos tienen como objetivo captar la atención del público y poder trasmitir una idea.
- Animación en volumen: este tipo de animación es creada a base de objetos inertes. Se utiliza una cámara fotográfica y se captura uno por uno los movimientos que se realizan manualmente, para después unirlos todos y editarlos en computadora.
- Rotoscopia o rotoscopía: consiste en remplazar fotogramas de una filmación real por dibujos que son calcados de la imagen real, impregnándole la naturalidad, efectos y estilo que se desea transmitir.
- Animación 3D: este método representa imágenes en un espacio tridimensional con un programa de computadora. El objetivo suele ser realizar una animación lo más cercana a la realidad, pero también existe estilos minimistas que buscan representar estilos de la animación tradicional en 3D.[1]
- Pixilación: se trata de una variante de la animación en volumen pero en este estilo se utilizan a personas reales interactuando con objetos cotidianos reales y que son fotografiadas cuadro por cuadro.
- Brickfilm: significa película de ladrillos, y es una animación en la que el principal material son ladrillos de LEGO, juguetes de plástico y otros objetos.
- Grafismo en movimiento: es un vídeo que crea la ilusión de movimiento mediante imágenes, fotografías o vectores.
- Animación procedural: este tipo de animación utiliza un método algorítmico para calcular, a lo largo del tiempo, las variables que definen el comportamiento de los objetos, de la cámara y de otras características de la escena. Los métodos algorítmicos se usan para hallar el estado de la escena en cada fotograma o para asignar valores a los keyframes, y luego, aplicar un método de interpolación. La primera variante de funcionamiento requiere que el algoritmo encargado de calcular la evolución temporal se ejecute al mismo tiempo que se va generando la animación, lo que incrementa el coste temporal total. En los métodos procedurales, una función define la evolución del conjunto de parámetros por medio de una expresión paramétrica en función del tiempo o mediante una expresión incremental en función del tiempo.[2]
- Animación basada en física: Este tipo de animación reproduce con fidelidad la realidad física, por lo que utiliza un modelo matemático para describir el movimiento y otros cambios. Un modelo cinético solamente incluye aceleraciones y velocidades, pero no las fuerzas que se relacionan con el movimiento, mientras que un modelo dinámico considera estas fuerzas para deducir el valor de los parámetros cinemáticos. Las técnicas de animación física pueden implicar un coste grande según la complejidad del modelo matemático que debe evaluarse y el número de interacciones.[2]
- Animación por keyframes: Un fotograma clave o keyframe es algo que define el punto inicial o final de cualquier transición suave. Ese algo puede ser un dibujo o modelo en una animación o un cuadro particular de una toma cuando se trata de una película o video. Cualquier plano, animado o de acción real, se divide en fotogramas individuales. Los fotogramas clave se pueden definir como los fotogramas más importantes de una toma que establecen los parámetros para los otros fotogramas e indican los cambios que se producirán como transiciones. Por ejemplo, para animar una pelota moviéndose de una posición a otra, se debe establecer el primer fotograma clave en la línea de tiempo de la animación donde desea que comience la pelota y un nuevo fotograma clave más adelante en la línea de tiempo donde desea que aterrice.[3]
- Animación básica o basada en transformaciones: En esta técnica, se definen una serie de transformaciones que representan los diferentes estados o posiciones del objeto a lo largo de la animación. Estas transformaciones pueden incluir traslaciones (mover el objeto en el espacio), rotaciones (girar el objeto alrededor de un eje) y escalados (cambiar el tamaño del objeto), es decir, las transformaciones básicas.[4] A diferencia de la animación por keyframes, donde se establecen posiciones clave en la secuencia de animación, la animación basada en transformaciones se centra en la aplicación gradual de transformaciones geométricas a lo largo del tiempo para crear movimientos suaves. También se pueden aplicar técnicas adicionales, como la deformación del objeto o la sincronización con otros elementos de la escena, para crear efectos más complejos y detallados.[5]
- Animación por captura de movimiento: La animación por captura de movimiento (o motion capture, en inglés) es el nombre de la tecnología que registra el movimiento de las personas u objetos y los datos se transfieren a un programa de ordenador para activar el fotorrealismo en un entorno virtual. La captura de movimiento ha aumentado su popularidad en los últimos años, como un método para dotar a los personajes en 3D generados por ordenador de los movimientos y peculiaridades naturales, y a menudo sutiles de los actores humanos. Las sesiones de captura de movimiento implican los movimientos de los actores varias veces por segundo. Solo se registran los movimientos, no su apariencia visual real. [6]

## Métodos para animar personajes virtuales
En la mayor parte de los sistemas de animación 3D, un animador crea una representación simplificada del cuerpo del personaje, análogo a un esqueleto o a un stickman. La posición de cada segmento del modelo del esqueleto está definida por las así llamadas «variables de la animación» o Avars (unidad nombrada a partir de la abreviación del término inglés animation variables).
En personajes humanos y animales, muchas partes del modelo de esqueleto corresponden a la ubicación real de los huesos, pero la animación del modelo de esqueleto skeletal animation es también utilizada para animar otras cosas, como expresiones faciales (a pesar de que existen otros métodos de animación facial facial animation). «Woody», el personaje de Toy Story, por ejemplo, usa 700 Avars, de los cuales incluye 100 Avars en la cara. La computadora no render el modelo de esqueleto directamente de forma habitual. El esqueleto es invisible, pero usa el modelo de esqueleto para calcular la posición exacta y la orientación del personaje, que es finalmente renderizado en una imagen. Cambiando los valores de los Avars sobre la línea de tiempo, el animador crea movimiento realizando el personaje cuadro por cuadro.
Existen varios métodos para generar los valores de Avars para obtener un movimiento realista. Tradicionalmente, los animadores manipulan los Avars directamente. En lugar de crear Avars para cada cuadro, usualmente colocan los Avars en puntos estratégicos de los cuadros y permiten al ordenador realizar la transición entre ellos, este proceso es llamado keyframing. Keyframing pone el control en las manos del animador, y está basado en la animación manual traditional animation.
En contraste, la técnica de la captura de movimiento utiliza metraje obtenido en imagen real. Cuando la animación por ordenador está realizada mediante esta técnica, un actor real actúa como si fuera el personaje al que los animadores tienen que dar vida. Mientras el actor actúa, su movimiento es grabado en una computadora utilizando cámaras de vídeo y marcadores corporales o faciales. Gracias a los marcadores, la computadora conserva en su memoria todos los movimientos llevados a cabo por el actor y de este modo los animadores no tienen más que retomar el patrón de movimiento creado por el actor y aplicarlo al personaje animado. El procedimiento de la captura de movimiento es similar al procedimiento de la animación mediante rotoscopio, una técnica anterior al advenimiento de la tecnología informática. Para obtener una escena rotoscopada, primero se filmaba a actores reales y más tarde, mediante el uso de un rotoscopio, se hacía un dibujo por encima de cada uno de los fotogramas que habían sido obtenidos previamente mediante el rodaje real. Los estudios Walt Disney ya habían utilizado el rotoscopio para la realización de su primer largometraje animado, Snow White and the Seven Dwarfs (1937). Ralph Bakshi es un director reconocido por haber hecho un uso recurrente al rotoscopio en sus películas de animación (como El Señor de los Anillos, de 1978, o Fire and Ice, de 1983). El paralelismo entre esta antigua técnica de animación mediante rotoscopio y la actual técnica de animación mediante captura de movimiento ha hecho que en el uso del lenguaje se llamase rotoscopia a la técnica de la captura de movimiento, pero estas técnicas, aunque similares, son diferentes, y no puede llamarse a una con el término que corresponde a la otra. El rotoscopio es una máquina que funciona mediante un procedimiento mecánico y no recurre de ningún modo a la informática o al uso de computadoras.
Cada método tiene sus ventajas, y hasta el 2007, juegos y películas utilizaban alguno o ambos de ellos en sus producciones. La animación por cuadros puede producir movimientos que un actor nunca podría desempeñar, mientras que la captura de movimiento puede reproducir las características de un actor en particular. Por ejemplo, en la película del 2006 Pirates of the Caribbean: Dead Man's Chest, el actor Bill Nighy realizó el personaje Davy Jones. Incluso aunque él prácticamente no aparece en la película, la producción se benefició grabando las características de su lenguaje corporal, posturas, expresiones faciales, etc. La captura de movimiento es apropiada en situaciones en las que se requiere un comportamiento realista, pero que las características de un personaje excede lo que se puede realizar con maquillaje y vestuario convencional.